# Sium bin Diau
Sium bin Diau (ur. 13 października 1935 w Kota Belud) – lekkoatleta z Borneo Północnego, reprezentował Borneo Północne na Letnich Igrzyskach Olimpijskich 1956.

## Występ na LIO 1956
Sium bin Diau Diau wystartował na Letnich Igrzyskach olimpijskich w Melbourne. Reprezentował on razem z Gabuhem bin Pigingiem Borneo Północne w trójskoku. Rywalizacja w trójskoku rozpoczęła się 27 listopada kwalifikacjami. Bin Diau skoczył 14,09 m i zajął dwudzieste ósme miejsce. Nie zakwalifikował się on do finału, ponieważ taką możliwość mieli tylko zawodnicy, którzy przekroczyli w najlepszej próbie 14,80 m. Wygrał Brazylijczyk Adhemar Ferreira da Silva.
| Konkurencja       | Kwalifikacje | Kwalifikacje | Finał | Finał   |
| Konkurencja       | Wynik        | Miejsce      | Wynik | Miejsce |
| ----------------- | ------------ | ------------ | ----- | ------- |
| trójskok mężczyzn | 14,09 m      | 28           | NQ    | NQ      |